# Linux Virtual Server
Linux Virtual Server (LVS) es una solución para gestionar balance de carga en sistemas Linux. Es un proyecto de código abierto iniciado por Wensong Zhang en mayo de 1998. El objetivo es desarrollar un servidor Linux de alto rendimiento que proporcione buena escalabilidad, confiabilidad y robustez usando tecnología clustering.
Actualmente, la labor principal del proyecto LVS es desarrollar un sistema IP avanzado de equilibrado de carga por software (IPVS), equilibrado de carga por software a nivel de aplicación y componentes para la gestión de clústers.
- IPVS: sistema IP avanzado de equilibrado de carga por software implementado en el propio núcleo Linux y ya incluido en las versiones 2.4 y 2.6.
- KTCPVS: implementa equilibrado de carga a nivel de aplicación en el propio núcleo Linux. Actualmente está en desarrollo.

Los usuarios pueden usar las soluciones LVS para construir un sistema altamente escalable, donde se garantiza una alta disponibilidad de los servicios de red, como son servicios web, correo electrónico o VoIP.
Las soluciones LVS ya han sido implementadas en muchos entornos operacionales reales, incluidos los proyectos Wikimedia (enero de 2006).